# Euclide
Euclide (in greco antico: Εὐκλείδης?, Eukléidēs; IV secolo a.C. – III secolo a.C.) è stato un matematico e filosofo greco antico.

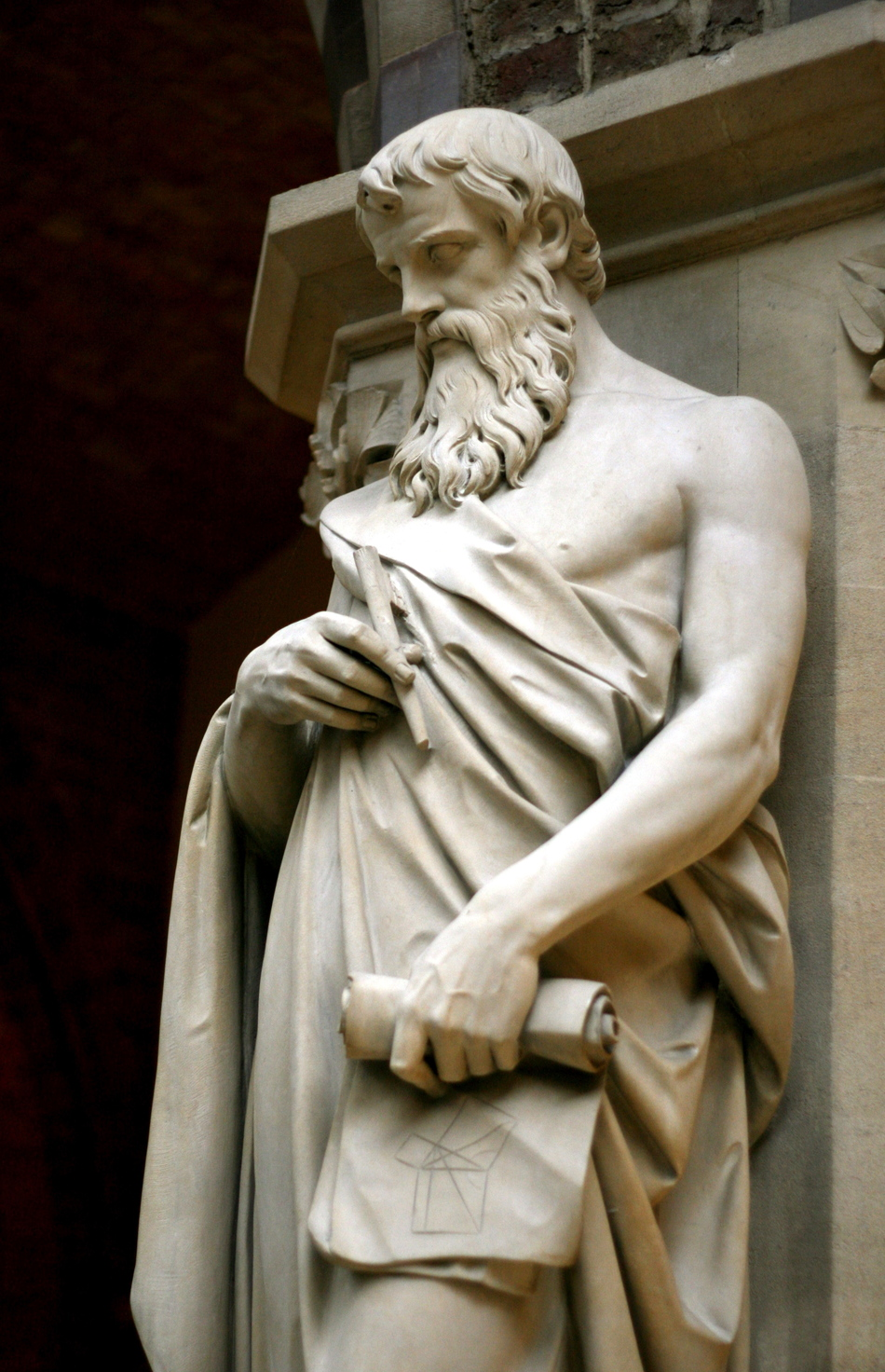
Statua di Euclide posta nel museo di storia naturale dell'Università di Oxford

Si occupò di vari ambiti, dall'ottica all'astronomia, dalla musica alla meccanica, oltre alla matematica. Gli Elementi, il suo lavoro più noto, rappresentano una delle più influenti opere di tutta la storia della matematica e furono uno dei principali testi per l'insegnamento della geometria dalla sua pubblicazione fino agli inizi del ‘900.

## Biografia
Euclide è menzionato in un brano di Pappo, ma la testimonianza più importante su cui si basa la storiografia che lo riguarda viene da Proclo, che lo colloca tra i seguaci di Platone, ma più giovane dei discepoli di quest'ultimo.
(Proclo, Commento al I libro degli Elementi di Euclide, II, 68)
Sul finire del IV secolo a.C., Tolomeo I, allora faraone, sovrano illuminato, puntiglioso e propositivo nei suoi sforzi governativi, istituì ad Alessandria una scuola, chiamata Museo. Insegnava in questa scuola un gruppo di studiosi, tra cui Euclide.
Euclide fu uno degli iniziatori dell'assiomatizzazione delle teorie matematiche, impegno che venne intrapreso a partire dal suo secolo e che prevede assiomi e teoremi, che sono conseguenza dei primi. Questo modello è applicato a tutte le discipline scientifiche deduttive, come la logica e la matematica, e ha permesso a esse di appropriarsi di quella metodicità che oggi attribuiamo loro, grazie all’articolazione di principi primi e di risultati da essi derivati. Nonostante i pochissimi precedenti storici della teoria assiomatica in campo matematico e non, va detto che l'assioma in sé è comunque alla base della matematica. Premesso che l'iniziazione a questo tipo di approccio sia un enorme merito da riconoscere al matematico di Alessandria, egli ha proposto un tipo di geometria fondata fortemente sulla teoria assiomatica, mentre, in modo antitetico, molti suoi colleghi contemporanei hanno rifiutato nettamente un tipo di geometria che partisse dagli assiomi.
Per ciò che concerne gli insegnamenti condotti da Euclide nel Museo, egli venne ricordato dai suoi allievi soprattutto per le ampie conoscenze in vari campi e per abilità espositive che hanno fatto di lui uno dei docenti più apprezzati e preparati nella scuola alessandrina. Queste esclusive qualità gli sono state d'aiuto anche nella scrittura della sua grande opera, gli Elementi.
Controversa è la notizia secondo cui sarebbe stato un platonico convinto. Oggi prevale anzi la tendenza a considerare questo giudizio come privo di fondamento e dettato verosimilmente dal desiderio di Proclo di annettere il più grande matematico dell'antichità alla schiera dei neoplatonici a cui lo stesso Proclo apparteneva.

## GliElementi

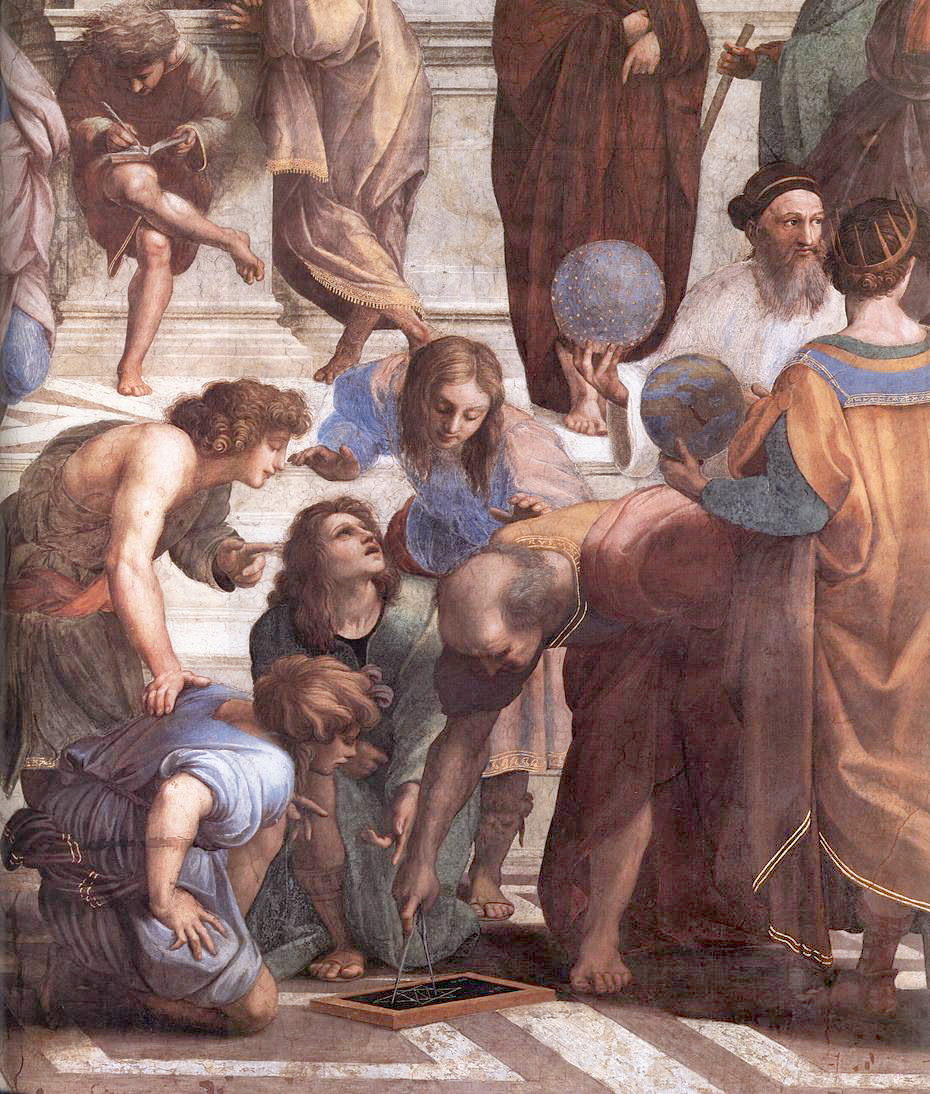
Una rappresentazione di Euclide di Raffaello Sanzio nella Scuola di Atene del 1509.

Euclide, cui venne attribuito l'epiteto di στοιχειωτής (compositore degli Elementi), formulò la prima rappresentazione organica e completa della geometria nella sua fondamentale opera: gli Elementi, divisa in 13 libri. Di questi, sei concernono la geometria piana elementare, tre la teoria dei numeri, uno (il libro X) gli incommensurabili e gli ultimi tre la geometria solida. Ogni libro inizia con una pagina contenente delle affermazioni che possono essere considerate come una specie di definizioni che servono a chiarire i concetti successivi; esse sono seguite da altre proposizioni che sono invece veri e propri problemi o teoremi: questi si differenziano fra di loro per il modo con cui vengono enunciati e per la frase rituale con cui si chiudono.
Per dare un'idea della complessità di redazione degli Elementi di Euclide basti pensare all'affermazione che, nell'incipit della parte prima di un suo saggio su Euclide, Pietro Riccardi, studioso del XIX secolo, fa in merito al numero spropositato di edizioni dell'opera euclidea: «Il numero delle edizioni dell'accennata opera di Euclide, e delle traduzioni e riduzioni che ne furono pubblicate con il suo nome, è al certo superiore di quanto si possa comunemente congetturare; ed anzi tengo per fermo che non siavi libro di notevole importanza, eccettuata la Bibbia, il quale possa vantare un maggior numero di edizioni e di illustrazioni».
L'opera non passa in rassegna tutte le conoscenze geometriche del tempo, come si era erroneamente supposto, bensì tratta di tutta l'aritmetica cosiddetta elementare, ovvero relativa alla teoria dei numeri, oltre alla "geometria sintetica" (vale a dire un approccio assiomatico della materia), e all'algebra (intesa non nel senso moderno della parola, ma come applicazione della disciplina al campo geometrico).

### Tradizione del testo
Questo testo è stato tramandato grazie alla prima ricostruzione che ne fece Teone di Alessandria, che fu tradotta in latino da Adelardo di Bath.
Nel 1270 la traduzione di Adelardo fu riveduta, anche alla luce di altre fonti arabe (a loro volta derivate da altre versioni greche del manoscritto di Teone) da Campano da Novara. Questa versione (o una copia di una copia) venne stampata a Venezia nel 1482.
Successivamente, sono state ritrovate altre versioni greche del manoscritto di Teone e una copia greca che probabilmente è precedente a quella di Teone. La ricostruzione attuale si basa sulla versione del filologo danese J. L. Heiberg risalente al 1880 e su quella dello storico inglese T. L. Heath del 1908. La prima traduzione in lingua cinese dal latino fu opera del gesuita Matteo Ricci, nel 1607.
La prima edizione italiana è dovuta al matematico italiano Federigo Enriques e risale al 1935. Nel 1970 compare nei tipi della UTET un'altra versione italiana, tradotta da Lamberto Maccioni e commentata da Attilio Frajese.
Riguardo a ulteriori traduzioni in latino le più antiche sono tutte attestate a cavallo tra il XV e il XVI secolo. Le traduzioni in lingua latina maggiormente accreditate, però, risalgono a XVII e XVIII secolo e, in ordine cronologico, le più avvalorate sono quelle del Barrow (1639), del Borelli (1658), del Keill (1701), del Gregory (1703), e del Simson, considerata una delle, se non la più prestigiosa, tanto da essere tutt'oggi il primo testo di riferimento per i geometri scozzesi (1756). A proposito, invece, della traduzione in italiano, la prima risale al 1543 ed è frutto dell'interpretazione e dell'elaborazione di Nicolò Tartaglia. Più recenti, invece, sono le traduzioni, dei soli libri geometrici, del Viviani, del Grandi e del Flauti (rispettivamente XVII, XVII e XIX secolo).
Secondo alcune fonti, gli Elementi non sono tutta opera del solo Euclide: egli ha raccolto insieme, rielaborandolo e sistemandolo assiomaticamente, lo scibile matematico disponibile nella sua epoca. La sua opera è stata considerata per oltre venti secoli un testo esemplare per chiarezza e rigore espositivo, e può considerarsi il testo per l'insegnamento della matematica e della precisione argomentativa di maggior successo della storia.
Gli Elementi non sono un compendio della matematica dell'epoca, bensì un manuale introduttivo che abbraccia tutta la matematica "elementare", cioè l'aritmetica (la teoria dei numeri), la geometria sintetica (dei punti, delle linee, dei piani, dei cerchi e delle sfere) e l'algebra (non nel senso moderno dell'algebra simbolica, ma di un equivalente in termini geometrici).
Di quest'opera non ci sono pervenute copie dirette; nella versione che ci è pervenuta, il trattato euclideo si limita a presentare una sobria e logica esposizione degli elementi fondamentali della matematica elementare.
Molte edizioni antiche contengono altri due libri che la critica più recente attribuisce rispettivamente a Ipsicle (II secolo a.C.) e a Isidoro di Mileto (V-VI secolo d.C.).

### Visione moderna

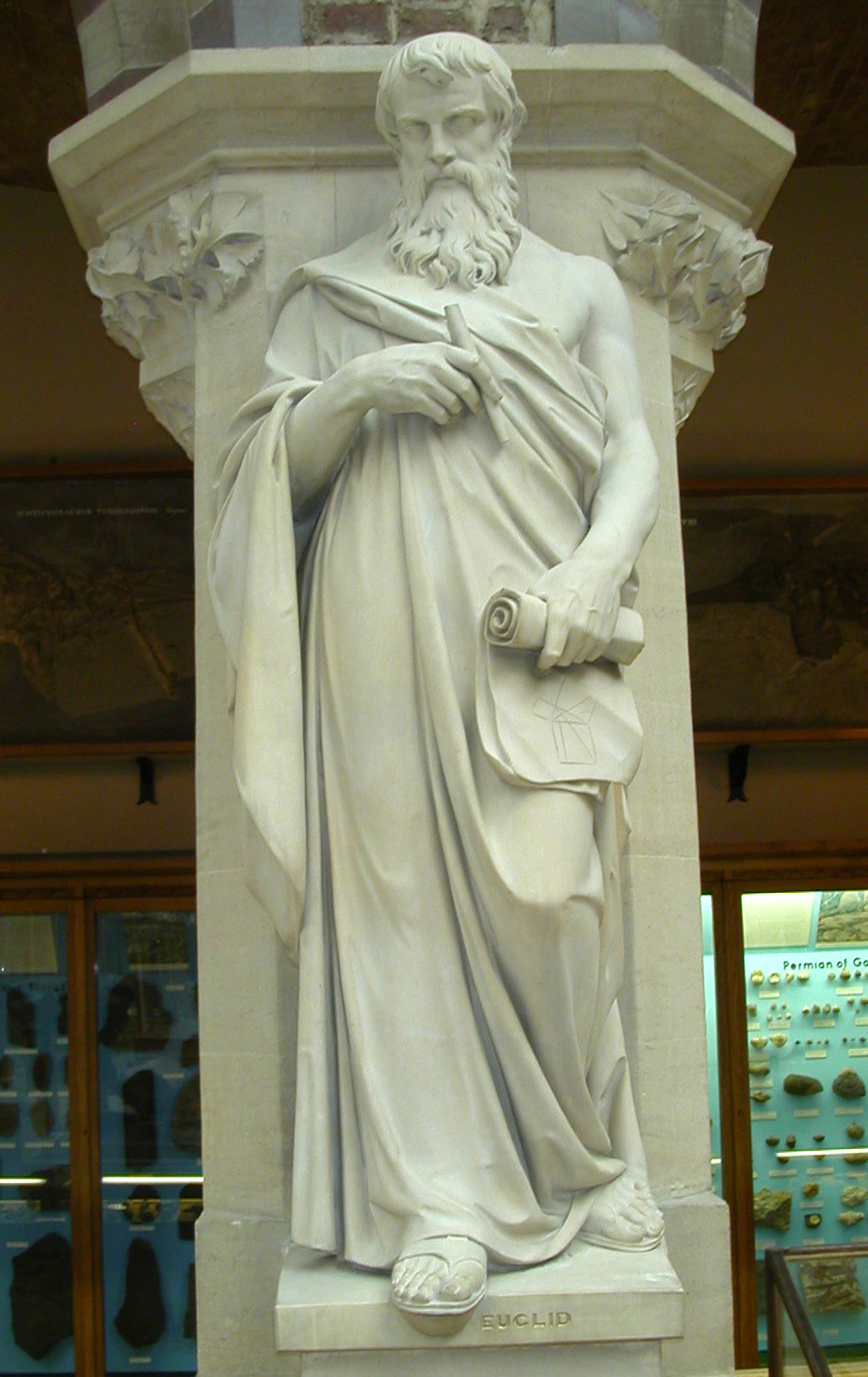
Statua di Euclide posta nel museo di storia naturale dell'università di Oxford.

Nel 1899 David Hilbert si pone il problema di dare un fondamento assiomatico rigoroso alla geometria, ossia di descrivere la geometria euclidea senza lasciare nessun assioma inespresso. Giunge così a definire 28 assiomi, espressi nel suo lavoro Grundlagen der Geometrie (fondamenti di geometria). Molti di questi assiomi sono assunti implicitamente da Euclide negli Elementi: per esempio Euclide non dice mai espressamente "esiste almeno un punto esterno alla retta", o "dati tre punti non allineati, esiste un solo piano che li contiene", eppure li utilizza implicitamente in molte dimostrazioni.
Prendendo spunto da Hilbert, e ispirandosi allo spirito di Euclide, la collaborazione di alcuni dei migliori matematici attivi dal 1935 al 1975 riuniti sotto lo pseudonimo Nicolas Bourbaki compone la monumentale opera, Elementi di matematica, in 11 volumi e decine di migliaia di pagine, dando una trattazione assiomatica ai vari rami della matematica. Tuttavia, per il teorema di incompletezza di Gödel, nessuna assiomatizzazione della matematica che contenga almeno l'aritmetica può essere completa.
Non priva di interesse è la singolare edizione che dei primi sei libri degli Elementi di Euclide propose l'ingegnere e matematico irlandese Oliver Byrne nel 1847. Nelle intenzioni dell'autore l'utilizzo dei colori per i diagrammi e la ricerca di inediti linguaggi simbolici avrebbe dovuto facilitare la comprensione e il consolidamento delle conoscenze aritmetiche, non aveva cioè uno scopo puramente illustrativo ma didattico. Il risultato, piuttosto eccentrico, è un'autentica opera d'arte che anticipa le avanguardie artistiche del Novecento. «Nessuno di coloro che tengano questo libro tra le mani può sottrarsi al fascino che promana da queste pagine, proprio perché per questa via la comprensione delle più complesse e astratte regolarità matematiche è proposta nella maniera più semplice, come per ora appare, e dimostrata in modo del tutto concreto ad oculos».
Euclide ha avuto un'influenza enorme sulla cultura; in primis, naturalmente, in ambito matematico e geometrico. Riducendo all'osso alcune delle importanti teorie, da lui esposte all'interno degli "Elementi" e ancora oggi oggetto di studi, Euclide definisce tutti gli enti geometrici e aritmetici, partendo dal punto sino ad arrivare alla teoria delle rette parallele. Non si tratta di una costruzione di concetti, ma di una descrizione degli enti, affinché possano essere facilmente riconosciuti attraverso una soddisfacente nomenclatura. Gli enti geometrici, dunque, esistono già; il definirli implica solo il riconoscerli.
La geometria, in origine, non avrebbe dovuto avere a che fare con l'ontologia. In realtà, la documentazione circa i geometri greci è alquanto scarsa, quindi non abbiamo certezze di alcun tipo. Quello che traspare nei secoli successivi, però, è la consapevolezza comune che la geometria euclidea sia principalmente volta a descrivere lo spazio. Immanuel Kant, l'ultimo dei teorici razionalisti, conferma quest'ipotesi, asserendo che la geometria euclidea è la forma a priori della nostra conoscenza dello spazio.

## Altre opere

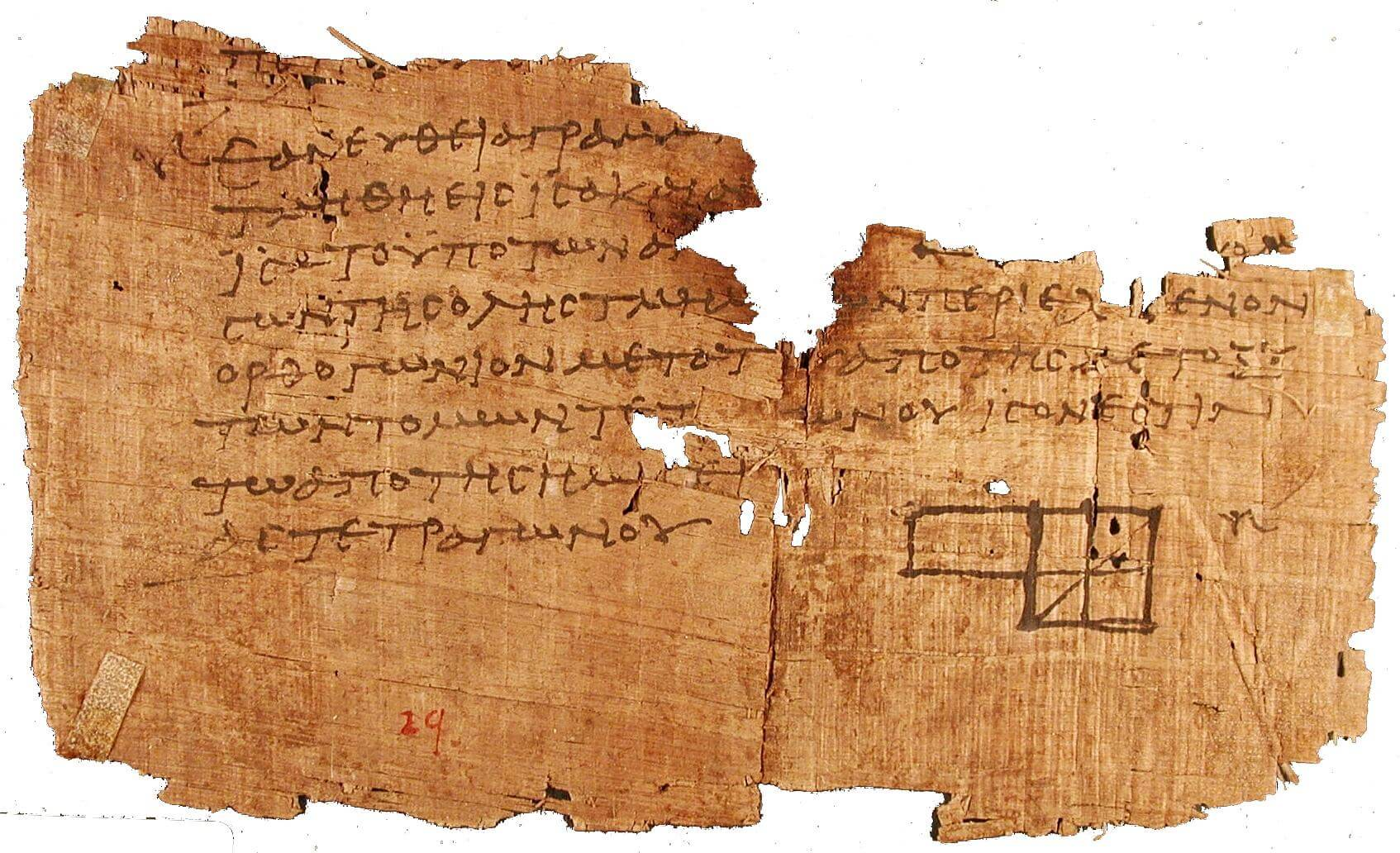
Un frammento di papiro contenente alcuni elementi della geometria di Euclide

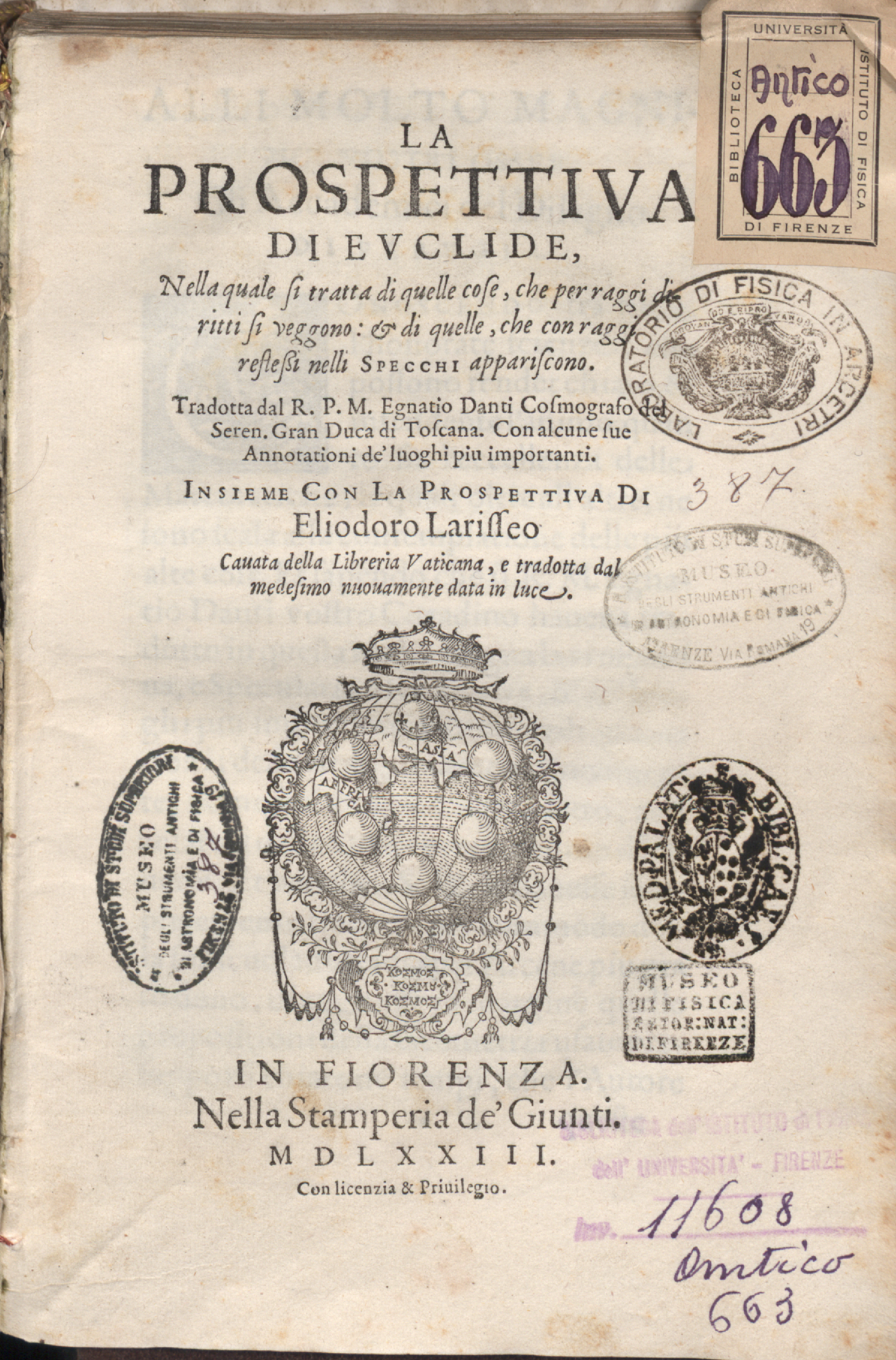
Frontespizio de La prospettiva

Euclide fu autore di altre opere: i Dati, strettamente legati ai primi 6 libri degli Elementi; i Porismi, in 3 libri, giunti fino a noi grazie al riassunto che ne fece Pappo di Alessandria; i Luoghi superficiali, andato perduto; le Coniche, andato perduto; l'Ottica e la Catottrica, la prima delle quali rappresenta un’opera di valore, poiché è uno dei primi trattati sulla prospettiva, intesa come geometria della visione diretta. All’interno dell'Ottica Euclide propone un’originale teoria sulla visione della realtà, di tipo effusivo o emissivo, secondo cui dall’occhio partono dei raggi che si diffondono nello spazio, fino a incontrare gli oggetti. Questo tipo di definizione è in netto contrasto con la precedente teoria prospettica di Aristotele, il quale, invece, ipotizzava che vi fosse una linea retta che congiungesse idealmente l’occhio con l’oggetto, permettendo l’azione dell’occhio sull’oggetto stesso. L'Ottica di Euclide aveva, tra i suoi tanti obiettivi, quello di combattere il concetto epicureo secondo cui le dimensioni di un oggetto erano le medesime che l’occhio percepiva, senza tenere conto del rimpicciolimento provocato dalla prospettiva da cui l’oggetto veniva visto.
Ancora, scrisse i Fenomeni, descrizione della sfera celeste; Sezione del Canone e la Introduzione armonica, trattati di musica.
Un'altra considerazione merita la Divisione delle figure, opera pervenutaci grazie a una salvifica manovra di traduzione a opera di alcuni scienziati arabi. L’opera originale in lingua greca, infatti, andò perduta, ma prima della sua sparizione fu adoperata una traduzione in arabo che fu a sua volta tradotta in latino e poi ancora nelle maggiori lingue moderne.

## Teoremi di Euclide
Solo nei tredici libri degli Elementi Euclide enuncia e dimostra ben 465 proposizioni o teoremi, senza contare i lemmi e i corollari. A questi vanno aggiunte le proposizioni contenute in altre opere.
I due teoremi che nei manuali scolastici di geometria vanno sotto il nome di primo e secondo teorema di Euclide, sono in realtà dei semplici corollari della Proposizione 8 del VI libro, che nel testo originale è così enunciata:
(Euclide)
Quelli che seguono sono invece i due enunciati chiamati "Teoremi di Euclide" nei manuali moderni.

### Il primo teorema di Euclide
Lo stesso teorema si può esprimere geometricamente come segue:
La proporzione invece è {\displaystyle i:c=c:p} (con i=ipotenusa, c=cateto e p=proiezione del cateto)

### Il secondo teorema di Euclide
Il secondo teorema può anche essere espresso come:
La proporzione quindi è {\displaystyle p_{1}:h=h:p_{2}} (con p1=proiezione del primo cateto, h=altezza relativa all'ipotenusa e p2=proiezione del secondo cateto)

## I cinque postulati e gli assiomi
Tutta la geometria di Euclide si poggia su cinque assiomi che il matematico Playfair (1795) espose nel seguente modo:
1. Congiungendo due punti qualsiasi si ottiene un segmento di retta;
2. Si può prolungare la retta oltre i due punti indefinitamente;
3. È sempre possibile costruire una circonferenza di centro e raggio qualunque (ossia è sempre possibile determinare una distanza maggiore o minore);
4. Tutti gli angoli retti sono tra loro congruenti;
5. Data una retta e un punto esterno a essa esiste un'unica retta parallela passante per detto punto.

Il quinto postulato è conosciuto anche come postulato del parallelismo ed è quello che distingue la geometria euclidea dalle altre, dette non euclidee.
Negando il quinto postulato nella versione data da Playfair possono ottenersi due diverse geometrie: quella ellittica (nella quale non esistono rette passanti per un punto esterno alla retta data a essa parallele) e quella iperbolica (nella quale esistono almeno due rette passanti per un punto e parallele alla retta data). L'enunciato originale di Euclide (che è dato alla voce quinto postulato) era invece compatibile con la geometria ellittica.
In seguito, Euclide si dedica all'elenco di cinque postulati e cinque nozioni comuni (o assiomi). Aristotele, nella Metafisica, fa una distinzione simile. Il filosofo greco afferma che ci sono delle verità comuni a tutte le scienze, i principi logici universali (come quello di non contraddizione), mentre quelli comuni a più scienze sono meno evidenti e non prevedono l'approvazione dell'allievo, giacché riguardano esclusivamente la disciplina della quale si disquisisce. Qualche secolo dopo alcuni autori confermano la distinzione aristotelica, ma in un altro senso: gli assiomi sono da intendere come qualcosa che veniva accettato, i postulati come qualcosa che doveva essere richiesto. Oggigiorno, invece, i matematici non differenziano in alcun modo i postulati dagli assiomi. Per quanto si può cogliere dagli "Elementi", Euclide definisce i postulati proposizioni primitive che si riferiscono agli enti geometrici prima definiti.
In termini moderni siamo soliti chiamare i postulati assiomi, intendendo per enti quelli dati dalla nostra intuizione, i quali sono concepiti come realmente esistenti al di fuori di noi. Sui vocabolari di italiano, alla voce "assioma" è possibile leggere «verità o principio che si ammette senza discussione, evidente di per sé», mentre il "postulato" è una «proposizione che, senza essere dimostrata, si assume, o si richiede all’interlocutore di assumere, come fondamento di una dimostrazione o di una teoria». La valenza del termine "postulato" in relazione alle teorie matematiche è finito in disuso a partire dai primi anni del Novecento, mentre il verbo relativo viene utilizzato ancora oggi per la formulazione di un'ipotesi o di un assunto. È da qui che la parola "assioma" è finita per sostituire "postulato" nel suo significato originario ed è oggi consuetudine dire "assioma" per "postulato" e viceversa. È curioso, comunque, che si continui a parlare di "postulati" di Euclide e non di assiomi quasi a volere creare un legame indissolubile tra Euclide stesso e le sue proposizioni.

## Edizioni italiane
- Euclide, il I libro degli Elementi. Una nuova lettura, a cura di Lucio Russo, Giuseppina Pirro, Emanuela Salciccia, Collana Frecce, Roma, Carocci, 2017, ISBN 978-88-430-8548-4.
- Euclide, Tutte le opere. Testo greco a fronte, a cura di Fabio Acerbi, Collana Il pensiero occidentale, Milano, Bompiani, 2007, ISBN 978-88-452-5975-3.
- Euclide, Ottica. Immagini di una teoria della visione, a cura di F. Incardona, Roma, Di Renzo Editore, 1998; ristampa 2011.
- Euclide, Gli Elementi, a cura di Attilio Frajese e Lamberto Maccioni, Collana Classici della Scienza n° 14, Torino, UTET, 1970; ristampa 1996. - Collana I Classici del Pensiero n° 43, Milano, Mondadori, 2009.
- (IT, EN) Euclide, Gli Elementi d'Euclide e la critica antica e moderna, a cura di Federigo Enriques, traduzione a cura di Maria Teresa Zapelloni, 3 Voll., Bologna, Zanichelli, 1912-1935.